# Attiwandaronk Indijanci
Attiwandaronk (Neutral Nation, Neutrals; Neutralni Narod), Konfederacija plemena američkih Indijanaca iz grupe Hurona, porodica Iroquoian, naseljeno u ranom 17. stoljeću duž sjeverne obale jezera Erie. U to vrijeme Attiwandaronki su imali oko 12,000 duša. Otac Joseph D'Alyon posjećuje ih 1626. i izvještava da su po običajima veoma nalik Hjuronima. Francuzi im nadjenuše ime Neutralni Narod zbog njihove neutralnosti u irokeško-hjuronskim ratovima. Ova neutralnost nije dugo potrajala. Nakon što su Hjuroni u potrazi za zaštitom pred Irokezima, počeli (1649) bježat na njihovo područje, Irokezi su ih 1650-1651 praktično zbrisali. Preživjeli pobjegoše 1650. preko Velikih jezera Tionontatima, a druga grupa plemenu Susquehanna. Tri godine kasnije (1653) 800 Neutralaca živi blizu Detroita. Nešto preživjelih moglo bi biti među Seneca Indijancima, čije se selo Gandongarae (1680) isključivo sastojalo od Neutralaca, te među Caughnawaga Mohawkima. 

## Ime
Attiwandaronki, po govoru pripadaju porodici Iroquoian, od Hurona (kojima po krvi i oni pripadaju), su nazivani Attiwandaron (Attionondaron, Attiwandaronk) u značenju "those who speak a little differently," i čije nam jasno značenje potvrđuje da se po jeziku nisu mnogo razlikovali od plemena konfederacije Huron ili Wendat (Oendat). Irokeški oblik Hatiwantarunh, mogao bi imati isto ili slično značenje. 

## Plemena i Sela
Točan broj plemena i sela ove konfederacije nije poznat. Sultzman nabraja nazive koji bi mogli biti i plemena i sela: Ahiragenrega, Ahondihronon, Andachkhrob, Antouaronon, Aondironon, Atiaonrek, Atirhagenrat, Atiraguenrek, Attiragenrega, Attiuoaisgon, Kakouagoga, Kandouche, Kehesetoa, Khioetoa, Niaggorega (Niagagarega, Onguiaahra, Onguiaronon), Ouaroronon, Ongniaahraronon, Ounonisaton (Ounontisaston), Rhageratka, Skenchioe, i Teotoguiaton (Teotongniaton).
Plemena konfederacije bilo je najmanje 4 ili 5 čija su imena bila: 
- Aondironon, što življaše u blizini Hurona, uništili su ih Senece 1648.
- Ongniarahronon (Ongniaahra, Onguiarahronon; i kao pogreška Ongmarahronon), ovi življaše uz Niagaru, a ime rijeke i njihovo vlastito ime iz istog su korijena.
- Atiragenratka (Atiraguenrek, Atirageiiratka)
- Attiouendaronk, ovo bi moglo biti vodeće pleme, Neutralci u užem smislu.

## Etnografija
Za Hjurone, Neutralci su bili na glasu kao opasan narod, ali ne i neprijateljski. S njima su živjeli u dobrim odnosima, pa su se i međusobno posječivali i trgovali. Jedini rat što je poznat da su ga vodili bio je onaj, nakon kratkotrajne neutralnosti, protiv Irokeza. 
U društvu Neutralaca muškarci su popunjavali većinu položaja, ali neka njihova sela imala su i ženske poglavice. Njihova sela sastojala su se od 'longhouses'- kuća (dugih kuća) ,slično kao i u Irokeza i Hjurona, podizana na lako obranljivim mjestima, i zaštićena palisadama. Hrana je poticala poglavito iz vrtova u kojima su sadili kukuruz, grah, tikve, suncokret i duhan. Mesa je u prehrani bilo znatno manje (lov i ribolov), pa je oko 80% bjelančevina (Sultzman) biljnog porijekla. Irokeški narodi poznavali su 15 vrsti kukuruza, 60 vrsti graha i 6 vrsta kukuruza.  

## Vanjske poveznice
- Neutral Nation
- Neutral Indian Tribe History
- Neutrals History